# Gluvia brunnea
Espèce
Gluvia brunnea est une espèce de solifuges de la famille des Daesiidae.

## Distribution
Cette espèce est endémique d'Andalousie en Espagne. Elle se rencontre dans la province d'Almería vers le Cabo de Gata et la Sierra de Gádor.

## Description
Le mâle holotype mesure 12,95 mm et la femelle paratype 20,65 mm, les mâles mesurent de 8,31 à 15,18 mm et les femelles de 11,12 à 20,65 mm.

## Systématique et taxinomie
Cette espèce a été décrite par Pertegal, Barranco, De Mas et Moya-Laraño en 2024.

## Publication originale
- Pertegal, Barranco, De Mas & Moya-Laraño, 2024 : « More Than 200 Years Later: Gluvia brunnea sp. nov. (Solifugae, Daesiidae), a Second Species of Camel Spider from the Iberian Peninsula. » Insects, vol. 15, no 284, p. 1–20.